# Élections législatives de 1997 dans la Nièvre
Les élections législatives françaises de 1997 se déroulent les 25 mai et 1er juin 1997. Dans le département de la Nièvre, trois députés sont à élire dans le cadre de trois circonscriptions.

## Élus
| Circonscription | Député sortant                               | Parti | Parti      | Député élu ou réélu | Parti | Parti |
| --------------- | -------------------------------------------- | ----- | ---------- | ------------------- | ----- | ----- |
| 1re             | Didier Boulaud suppléant de Pierre Bérégovoy |       | PS         | Didier Boulaud      |       | PS    |
| 2e              | Didier Béguin                                |       | UDF (PPDF) | Gaëtan Gorce        |       | PS    |
| 3e              | Simone Rignault                              |       | RPR        | Christian Paul      |       | PS    |

## Résultats

### Résultats à l'échelle du département
| Parti          | Parti                               | Premier tour | Premier tour | Second tour | Second tour | Sièges |
| Parti          | Parti                               | Voix         | %            | Voix        | %           | Sièges |
| -------------- | ----------------------------------- | ------------ | ------------ | ----------- | ----------- | ------ |
|                | Parti socialiste                    | 40 604       | 35,52        | 71 309      | 60,52       | 3      |
|                | Parti communiste français           | 18 140       | 15,87        | Retrait     | Retrait     | 0      |
|                | Les Verts                           | 2 207        | 1,93         |             |             | 0      |
|                | Divers gauche dont MDC              | 1 797        | 1,57         | 0           |             |        |
|                | Gauche plurielle                    | 62 748       | 54,89        | 71 309      | 60,52       | 3      |
|                |                                     |              |              |             |             |        |
|                | Union pour la démocratie française  | 18 342       | 16,05        | 29 033      | 24,64       | 0      |
|                | Rassemblement pour la République    | 13 033       | 11,40        | 17 481      | 14,84       | 0      |
|                | La Droite indépendante              | 3 034        | 2,65         |             |             | 0      |
|                | Divers droite                       | 777          | 0,68         | 0           |             |        |
|                | Droite parlementaire                | 35 186       | 30,78        | 46 514      | 39,48       | 0      |
|                |                                     |              |              |             |             |        |
|                | Front national                      | 13 181       | 11,53        |             |             | 0      |
|                | Lutte ouvrière                      | 1 260        | 1,10         | 0           |             |        |
|                | Divers écologiste dont LT-LNÉ et GÉ | 1 206        | 1,06         | 0           |             |        |
|                | Divers                              | 726          | 0,64         | 0           |             |        |
|                |                                     |              |              |             |             |        |
| Inscrits       | Inscrits                            | 170 372      | 100,00       | 170 360     | 100,00      | 3      |
| Abstentions    | Abstentions                         | 50 038       | 29,37        | 45 195      | 26,53       |        |
| Votants        | Votants                             | 120 334      | 70,63        | 125 165     | 73,47       |        |
| Blancs et nuls | Blancs et nuls                      | 6 027        | 5,01         | 7 342       | 5,87        |        |
| Exprimés       | Exprimés                            | 114 307      | 94,99        | 117 823     | 94,13       |        |

### Résultats par circonscription

#### Première circonscription (Nevers)
| Candidat       | Candidat                     | Parti          | Premier tour | Premier tour | Second tour | Second tour |  |
| Candidat       | Candidat                     | Parti          | Voix         | %            | Voix        | %           |  |
| -------------- | ---------------------------- | -------------- | ------------ | ------------ | ----------- | ----------- |  |
|                | Didier Boulaud sortant réélu | PS             | 14 819       | 40,85        | 23 696      | 64,83       |  |
|                | Constantin Sollogoub         | UDF (PR)       | 8 450        | 23,29        | 12 856      | 35,17       |  |
|                | Jean-Marc Bily               | FN             | 4 101        | 11,31        |             |             |  |
|                | Daniel Surieu                | PCF            | 3 825        | 10,54        |             |             |  |
|                | Geneviève Lemoine            | LO             | 1 260        | 3,47         |             |             |  |
|                | Alain Nicolas                | Les Verts      | 1 046        | 2,88         |             |             |  |
|                | Jean-Michel Boizot           | LDI (MPF)      | 857          | 2,36         |             |             |  |
|                | Stéphane Berscheid           | Divers         | 726          | 2            |             |             |  |
|                | Bruno Franchini              | Divers gauche  | 521          | 1,44         |             |             |  |
|                | Jean-François Daguin         | MDR            | 445          | 1,23         |             |             |  |
|                | Jean-Michel Fréguin          | IR             | 225          | 0,62         |             |             |  |
|                |                              |                |              |              |             |             |  |
| Inscrits       | Inscrits                     | Inscrits       | 55 499       | 100,00       | 55 497      | 100,00      |  |
| Abstentions    | Abstentions                  | Abstentions    | 17 500       | 31,53        | 16 589      | 29,89       |  |
| Votants        | Votants                      | Votants        | 37 999       | 68,47        | 38 908      | 70,11       |  |
| Blancs et nuls | Blancs et nuls               | Blancs et nuls | 1 724        | 4,54         | 2 356       | 6,06        |  |
| Exprimés       | Exprimés                     | Exprimés       | 36 275       | 95,46        | 36 552      | 93,94       |  |

#### Deuxième circonscription (Cosne-Cours-sur-Loire)
| Candidat       | Candidat                 | Parti          | Premier tour | Premier tour | Second tour | Second tour |  |
| Candidat       | Candidat                 | Parti          | Voix         | %            | Voix        | %           |  |
| -------------- | ------------------------ | -------------- | ------------ | ------------ | ----------- | ----------- |  |
|                | Gaëtan Gorce élu         | PS             | 11 094       | 27,94        | 24 409      | 60,14       |  |
|                | Didier Béguin sortant    | UDF (PPDF)     | 9 892        | 24,92        | 16 177      | 39,86       |  |
|                | André Périnaud           | PCF            | 8 965        | 22,58        | Retrait     | Retrait     |  |
|                | Robert Bouter            | FN             | 4 959        | 12,49        |             |             |  |
|                | Jean-Luc Dreumont        | Les Verts      | 1 161        | 2,92         |             |             |  |
|                | Martine Mazoyer          | LDI (MPF)      | 1 042        | 2,62         |             |             |  |
|                | François-Xavier Lalaison | GÉ             | 653          | 1,64         |             |             |  |
|                | Michel Girand            | Divers gauche  | 606          | 1,53         |             |             |  |
|                | Lionel Duployez          | LT-LNÉ         | 553          | 1,39         |             |             |  |
|                | Jacques Chougny          | MDC            | 445          | 1,12         |             |             |  |
|                | Luc Maillard             | Divers droite  | 332          | 0,84         |             |             |  |
|                |                          |                |              |              |             |             |  |
| Inscrits       | Inscrits                 | Inscrits       | 58 748       | 100,00       | 58 745      | 100,00      |  |
| Abstentions    | Abstentions              | Abstentions    | 16 942       | 28,84        | 15 288      | 26,02       |  |
| Votants        | Votants                  | Votants        | 41 806       | 71,16        | 43 457      | 73,98       |  |
| Blancs et nuls | Blancs et nuls           | Blancs et nuls | 2 104        | 5,03         | 2 871       | 6,61        |  |
| Exprimés       | Exprimés                 | Exprimés       | 39 702       | 94,97        | 40 586      | 93,39       |  |

#### Troisième circonscription (Château-Chinon - Clamecy)
| Candidat       | Candidat                  | Parti          | Premier tour | Premier tour | Second tour | Second tour |  |
| Candidat       | Candidat                  | Parti          | Voix         | %            | Voix        | %           |  |
| -------------- | ------------------------- | -------------- | ------------ | ------------ | ----------- | ----------- |  |
|                | Christian Paul élu        | PS             | 14 691       | 38,33        | 23 204      | 57,03       |  |
|                | Simone Rignault sortante  | RPR            | 13 033       | 34           | 17 481      | 42,97       |  |
|                | Cèdre Cadena              | PCF            | 5 350        | 13,96        |             |             |  |
|                | Régis de La Croix-Vaubois | FN             | 4 121        | 10,75        |             |             |  |
|                | Olivier de Geffrier       | LDI (CNIP)     | 1 135        | 2,96         |             |             |  |
|                |                           |                |              |              |             |             |  |
| Inscrits       | Inscrits                  | Inscrits       | 56 125       | 100,00       | 56 118      | 100,00      |  |
| Abstentions    | Abstentions               | Abstentions    | 15 596       | 27,79        | 13 318      | 23,73       |  |
| Votants        | Votants                   | Votants        | 40 529       | 72,21        | 42 800      | 76,27       |  |
| Blancs et nuls | Blancs et nuls            | Blancs et nuls | 2 199        | 5,43         | 2 115       | 4,94        |  |
| Exprimés       | Exprimés                  | Exprimés       | 38 330       | 94,57        | 40 685      | 95,06       |  |